# Аугуста, Йозеф (палеонтолог)
Йозеф Аугуста (чеш. Josef Augusta; 17 марта 1903[…], Босковице — 4 февраля 1968[…], Прага[…]) — чехословацкий палеонтолог, геолог и научный популяризатор.

## Биография
Родился 17 марта 1903 года в Босковице (Моравия).
С 1921 по 1925 год учился в Масариковом университете в Брно. Между 1933 и 1968 годами он занимал посты в Карловом университете в Праге в качестве лектора, профессора и декана факультета.
В дополнение к его научной работе (около 120 публикаций), Аугуста написал около 20 книг, популяризирующих свою профессию, в основном ориентированных на молодёжь. Широкую известность ему принесли созданные совместно с художником Зденеком Бурианом книги: «По путям развития жизни» (1954), «Жизнь древнего человека» (1960) и роман «Исчезнувший мир» (Ztracený svět, 1948).
Он также являлся консультантом знаменитого фильма «Cesta do pravěku» («Путешествие к началу времён»; 1954 год).
Умер 4 февраля 1968 года в Праге.